# Sai số toàn phương trung bình
Trong thống kê học, sai số toàn phương trung bình, viết tắt MSE (Mean squared error) của một phép ước lượng là trung bình của bình phương các sai số, tức là sự khác biệt giữa các ước lượng và những gì được đánh giá. MSE là một hàm rủi ro, tương ứng với giá trị kỳ vọng của sự mất mát sai số bình phương hoặc mất mát bậc hai. Sự khác biệt xảy ra do ngẫu nhiên, hoặc vì các ước lượng không tính đến thông tin có thể cho ra một ước tính chính xác hơn.
MSE là moment bậc hai (về nguồn gốc) của sai số, và do đó kết hợp cả hai phương sai của ước lượng và thiên vị của nó. Đối với một ước lượng không có thiên vị, MSE là phương sai của ước lượng. Cũng giống như các phương sai, MSE có cùng một đơn vị đo lường theo bình phương của số lượng được ước tính. Trong một tương tự với độ lệch chuẩn, lấy căn bậc hai của MSE cho ra sai số root-mean-square (RMSE), hoặc độ lệch root-mean-square (RMSD), trong đó có các đơn vị tương tự như đại lượng được ước tính. Đối với đại lượng không có thiên vị, các RMSE là căn bậc hai của phương sai, và được gọi là độ lệch chuẩn.

## Định nghĩa và tính chất cơ bản
MSE đánh giá chất lượng của một ước lượng (ví dụ, một hàm toán học lập bản đồ mẫu dữ liệu của một tham số của dân số từ đó các dữ liệu được lấy mẫu) hoặc một yếu tố dự báo (ví dụ, một bản đồ chức năng có số liệu vào tùy ý để một mẫu của các giá trị của một số biến ngẫu nhiên). Định nghĩa của một MSE khác với những gì tương ứng cho dù là một trong những mô tả một ước lượng, hay một yếu tố dự báo.

### Phép dự báo
Nếu {\displaystyle {\hat {Y}}} là một vector của {\displaystyle n} trị dự báo, và {\displaystyle Y} là vector các trị quan sát được, tương ứng với ngõ vào của hàm số phát ra dự báo, thì MSE của phép dự báo có thể ước lượng theo công thức:
{\displaystyle \operatorname {MSE} ={\frac {1}{n}}\sum _{i=1}^{n}(\ Y_{i}-{\hat {Y_{i}}})^{2}}
Tức là MSE là trung bình ({\displaystyle {\frac {1}{n}}\sum _{i=1}^{n}}) của bình phương các sai số ({\displaystyle ({Y_{i}}-{\hat {Y}}_{i})^{2}}). Đây là định lượng dễ dàng tính được cho một mẫu cụ thể (và do đó là phụ thuộc mẫu).